# スーパーファースト
スーパーファーストは、エストニアのタリンクが運航しているフェリーである。スーパーファーストVIIとスーパーファーストVIIIがある。

## 概要
スーパーファーストは、タリンク最新の大型高速船である。速力は、30.4ノットある。客室の数は、179195ある。フィンランド〜ロストック間に就航している。

## 客室の種類
- デラックス（海側）
- Aクラス（海側）
- Bクラス（内側）
- デッキシート（座席）